# Klaudia Račić Derner
Klaudia Račić Derner, rozená Klaudia Dernerová (* 21. června 1971 Prešov) je slovenská operní pěvkyně a hudební pedagožka. Je držitelkou Ceny Thálie v oboru opera za rok 2000 a Ceny Alfréda Radoka.

## Život
Klaudia Dernerová se narodila v Prešově a po studiu zpěvu na konzervatoři v Košicích pokračovala v roce 1990 ve studiu na Vysoké škole múzických umění v Bratislavě. V roce 1994 se stala sólistkou Opery Slovenského národního divadla v Bratislavě, kde ztvárnila role jako Katrenu v Krútňavě, Kaťušu ve Vzkříšení, Mařenku v Prodané nevěstě, Rusalku, Mimi v Bohémě, Janu z Arku v Panně Orleánské nebo Káťu Kabanovú. Následně hostovala mimo jiné na operních scénách v Praze a Brně, Lyoně, Parmě, St. Gallenu a v Hannoveru. Také zpívala s Pražskou filharmonií, Pražským komorním orchestrem, ORF Radio-Symphonieorchester Wien, Budapešťským komorním orchestrem, Záhřebským radiovým orchestrem, Orchestra Filarmonica di Torino a s dalšími orchestry a filharmoniemi. Od roku 2008 i vyučuje zpěv na hudebních školách. Z konzervatořích v Bratislavě přešla v roce 2011 na Akademii umění v Banské Bystrici, kde vyučuje na fakultě múzických umění a na Vysoké škole múzických umění v Bratislavě na Hudební a taneční fakultě.
Je držitelkou řadu pěveckých cen. Stala se laureátkou Mezinárodní pěvecké soutěže Antonína Dvořáka v Karlových Varech, držitelka Ceny Českého rozhlasu za nejlepší interpretaci hudby 20. století a Ceny Andreja Kucharského. Klub přátelů Státní opery ve Vídni ji udělil hlavní cenu pro mladé zpěváky. V roce 1996 zvítězila v Mezinárodní pěvecké soutěže Mikuláše Schneidera-Trnavského a obsadila druhé místo na Mezinárodní soutěži Lucie Popp v roce 1999. Za rok 2000 obdržela cenu thálie v oboru opera za ztvárnění titulní role v opeře Lady Macbeth Mcenského újezdu v Národním divadle v Praze. Za tutéž roli obdržela i Cenu Alfréda Radoka. V roce 2001 se jako první Slovenka zúčastnila BBC Singer of the World in Cardiff, kde postoupila do semifinále.